# Paolo Becchi
Paolo Becchi (Genova, 16 giugno 1955) è un filosofo e opinionista italiano.

## Biografia

### Attività accademica
Laureato in filosofia, si è poi trasferito in Germania, dove ha collaborato come assistente alla cattedra di filosofia e sociologia del diritto della facoltà di giurisprudenza dell'Università della Saarland, e in seguito come borsista per il Deutscher Akademischer Austauschdienst (DAAD). Al settembre 2010 aveva prodotto circa 200 pubblicazioni su temi concernenti la filosofia del diritto, la storia della cultura giuridica e la bioetica. È fra i principali studiosi in Italia del pensiero di Hans Jonas e si è inoltre occupato di Immanuel Kant e di Georg Wilhelm Friedrich Hegel dal punto di vista etico e politico, pubblicando diversi articoli scientifici al riguardo. Nel 2017 ha concluso la sua attività di docente presso l'Università di Lucerna, ed ha ottenuto la cattedra di filosofia del diritto presso la facoltà di giurisprudenza dell'Università di Genova.

### Attività da opinionista e divulgativa
Nel 2013 a seguito di alcune dichiarazioni favorevoli alle posizioni del Movimento 5 Stelle, viene definito dalla stampa l'«ideologo del movimento» e inizia ad essere invitato come opinionista in numerosi talk show, nonostante non rivestisse alcun ruolo ufficiale e lo stesso Movimento avesse preso più volte le distanze da lui. A gennaio del 2016 abbandona i 5 Stelle criticandoli duramente per l'accordo con il PD per l'elezione dei giudici alla Consulta e l'allontanamento dalle posizioni euroscettiche; le critiche vengono poi raccolte nel libro Cinquestelle & Associati pubblicato nell'aprile dello stesso anno per Kaos Edizioni. Successivamente ha focalizzato il discorso politico sulla categoria del sovranismo ed in particolare sul concetto di sovranismo debole, detto althusiano; coniugando così, istanze federaliste e sovraniste in linea con la Lega di Matteo Salvini.
Durante la pandemia di COVID-19 ha assunto posizioni critiche sulla gestione sanitaria e affini allo scetticismo di matrice antivaccinista, a cui ha dedicato diverse pubblicazioni. Nel 2022 ha avuto particolare risalto un suo tweet in cui esprimeva dei dubbi sulla morte di David Sassoli, collegandola alla terza dose del vaccino anti-COVID-19, che ha portato l'Università di Genova a prendere le distanze dalle dichiarazioni.

### Attività giornalistica
È stato editorialista di Libero, oltre ad avere un blog sul sito de Il Fatto Quotidiano. A partire da gennaio 2024 ha pubblicato su Il Sole 24 Ore una serie di articoli dedicati al tema della riforma del premierato proposto dal Governo Meloni.

## Opere
- Morte cerebrale e trapianto di organi. Una questione di etica giuridica (Morcelliana, 2008)
- Hans Jonas. Un profilo (Morcelliana, 2010)
- Vergeltung und Prävention. Italienische Aufklärung (Filangieri) und deutscher Idealismus (Kant - Hegel) im Vergleich, in Archiv für Rechts- und Sozialphilosophie 88.4 (2002): 549-568.
- Quando finisce la vita. La morale e il diritto di fronte alla morte (Aracne, 2009)
- Giuristi e prìncipi. Alle origini del diritto moderno (Aracne, 2010)
- Kant diverso (Morcelliana, 2011)
- Il principio dignità umana (Morcelliana, 2013)
- Nuovi scritti corsari (Adagio Editore, 2013)
- I figli delle stelle. L'Italia in moVimento (Adagio Editore, 2014)
- Colpo di Stato permanente (Marsilio Editori, 2014)
- Apocalypse Euro con Alessandro Bianchi (Arianna Editore, 2014)
- Oltre l'Euro con Alessandro Bianchi (Arianna Editore, 2015)
- Napolitano, re nella Repubblica. Per una messa in stato d’accusa (Mimesis, 2015)
- Cinquestelle & Associati. Il MoVimento dopo Grillo (Kaos, 2016)
- Referendum costituzionale. Sì o no. Le ragioni per il no e il testo della «controriforma» (Arianna Editore, 2016)
- (con Giuseppe Palma) Come finisce una democrazia. I sistemi elettorali dal dopoguerra ad oggi (Arianna Editore, 2017)
- (con Giuseppe Palma) I sistemi elettorali dal dopoguerra ad oggi. Dal proporzionale puro della Prima Repubblica al Rosatellum (Key editore, prima edizione 2017; seconda edizione aggiornata e ampliata 2022)
- Italia sovrana (Sperling & Kupfer, 2018)
- (con Giuseppe Palma) Dalla Seconda alla Terza Repubblica. Come nasce il governo Lega-M5S, prefazione di Matteo Salvini, Paesi edizioni, 2018
- (con Giuseppe Palma) Europa, quo vadis? La sfida sovranista alle elezioni europee, prefazione di Antonio Maria Rinaldi, Paesi edizioni, 2019
- (con Giuseppe Palma) Ladri di democrazia. La crisi di governo più pazza del mondo, Historica, 2019
- L'incubo di Foucault. La costruzione di una emergenza sanitaria (Lastarìa Edizioni, 2020)
- (con Giuseppe Palma) Democrazia in quarantena. Come un virus ha travolto il Paese (Historica Edizioni, 2020)
- Paolo Becchi, Nicola Trevisan e Giovanni Zibordi, Stop Vax. I fatti che vi tengono nascosti, Byoblu Edizioni, 2021, ISBN 9791280657084.
- (con Giuseppe Palma) Il Premierato. Una riforma necessaria, Historica - Giubilei Regnani, 2023